# Crassula obovata
Crassula obovata är en fetbladsväxtart som beskrevs av Adrian Hardy Haworth. Crassula obovata ingår i släktet krassulor, och familjen fetbladsväxter. Utöver nominatformen finns också underarten C. o. dregeana.